# Omluvný list
Omluvný list je školní tiskopis (formulář), který dokládá a zdůvodňuje absenci žáka nebo studenta ve škole. Nejčastěji má formu složeného listu A4, na kterém je uvedeno jméno žáka, aktuální školní rok, třída a název (případně adresa) školy.
Omluvný list oficiálně popisuje důvod, kvůli kterému se nemohl žák účastnit výuky. Počet zameškaných hodin se odvíjí podle rozvrhu daného žáka a musí být stejný jako ten uvedený v třídní knize.

## Povinné údaje
- Datum,
- důvod nepřítomnosti,
- podpis rodiče (nebo zákonného zástupce),
- počet zameškaných hodin,
- podpis vyučujícího.